# Dendrobium noesae
Dendrobium noesae är en orkidéart som beskrevs av Johannes Jacobus Smith. Dendrobium noesae ingår i släktet Dendrobium, och familjen orkidéer. Inga underarter finns listade i Catalogue of Life.